# Sissy Sky
「Sissy Sky」（シシー・スカイ）は、宮川愛李の楽曲である。2019年11月6日にビーイングから1作目のシングルとして発売された。

## 概要
宮川にとって初となるシングル作品。
表題曲「Sissy Sky」はテレビアニメ『名探偵コナン』のエンディングテーマとして2019年8月31日より使用され、2020年3月25日発売のコンピレーション・アルバム『THE BEST OF DETECTIVE CONAN 6 〜名探偵コナン テーマ曲集6〜』にも収録されている。
シングルに収録された3曲の作詞はいずれも「aireen」とクレジットされているが、これは宮川個人の名義ではなく彼女を含めた楽曲制作に携わるチームの総称である。なお、いずれも空をテーマにした曲となっている。
初回限定盤、通常盤、名探偵コナン盤の3形態でのリリース。初回限定盤には宮川が描き下ろしたキャラクター、名探偵コナン盤には江戸川コナンと灰原哀のアクリルスタンドが付属。
シングルの発売に先駆け、2019年10月25日より先行配信が開始され、翌10月26日にミュージック・ビデオが公開された。

## チャート成績
オリコンチャートの週間シングルランキングで20位、アニメシングルランキングで週間3位を獲得し、Billboard JAPANの「Hot Animation」で週間18位、「Top Singles Sales」で週間22位を獲得した。

## 収録曲
| 全作詞: aireen。 |               |           |                 |                   |      |
| #                | タイトル      | 作詞      | 作曲            | 編曲              | 時間 |
| 1.               | 「Sissy Sky」 | aireen    | 秋浦智裕        | 秋浦智裕 宮崎裕介 | 4:21 |
| 2.               | 「アマイロ」  | aireen    | Kazuma Nagasawa | Taro Yabuzaki     | 3:42 |
| 3.               | 「夕立ち」    | aireen    | 田中秀典        | Taro Yabuzaki     | 4:53 |
| 合計時間:        | 合計時間:     | 合計時間: | 合計時間:       | 12:56             |      |

| 全作詞: aireen。 |               |           |                 |                   |      |
| #                | タイトル      | 作詞      | 作曲            | 編曲              | 時間 |
| 1.               | 「Sissy Sky」 | aireen    | 秋浦智裕        | 秋浦智裕 宮崎裕介 | 4:21 |
| 2.               | 「アマイロ」  | aireen    | Kazuma Nagasawa | Taro Yabuzaki     | 3:43 |
| 合計時間:        | 合計時間:     | 合計時間: | 合計時間:       | 8:04              |      |

| 全作詞: aireen。 |                         |           |                 |                   |      |
| #                | タイトル                | 作詞      | 作曲            | 編曲              | 時間 |
| 1.               | 「Sissy Sky」           | aireen    | 秋浦智裕        | 秋浦智裕 宮崎裕介 | 4:21 |
| 2.               | 「アマイロ」            | aireen    | Kazuma Nagasawa | Taro Yabuzaki     | 3:43 |
| 3.               | 「Sissy Sky (TV Edit)」 | aireen    | 秋浦智裕        | 秋浦智裕 宮崎裕介 | 1:21 |
| 合計時間:        | 合計時間:               | 合計時間: | 合計時間:       | 9:25              |      |

## 曲の解説
1. Sissy Sky
読売テレビ・日本テレビ系アニメ『名探偵コナン』エンディングテーマ。
歌詞について宮川は「叶わない恋でも暗いイメージではなく、風で吹き飛ぶような、爽やかで楽しく明るい、それでも切なさが残るような曲調を意識した」と語っている[15]。
ミュージック・ビデオにおいて宮川は、友情と恋の2つの感情が揺れ動く少女を演じた。同ビデオでは山口まゆや小野匠と共演[13][14]。
本作の名探偵コナン盤には、アニメ用に編集された「Sissy Sky (TV Edit)」も収録されている。レコーディングはこちらの方が先に行われており、宮川は「気持ち的にはテレビバージョンは灰原哀さん的な目線のアニメのエンディングを意識した歌い方になっていて、シングルバージョンはあくまで作品を重視して、歌い手としての私の想いが表れた歌い方になっている」と語っている[11]。
2. アマイロ
ファーストライブで演奏された楽曲で、本作にはアレンジを加え、歌詞を一部書き直して収録された[12]。
3. 夕立
初回限定盤にのみ収録。
「アマイロ」と同じくファーストライブで演奏された楽曲で、本作にはアレンジを加え、歌詞を一部書き直して収録された[12]。

## タイアップ
- 読売テレビ・日本テレビ系アニメ『名探偵コナン』エンディングテーマ (#1)

## カバー
Sissy Sky
- 灰原哀（声：林原めぐみ） - 2023年4月19日から5月7日までの期間限定でYouTube「【アニメ】名探偵コナンチャンネル」にて公開。